# Юксеево (Пермский край)
Юксеево — село в Кочёвском районе Пермского края. Административный центр Юксеевского сельского поселения. По данным Всероссийской переписи населения 2010 года, в селе проживало 459 человек (230 мужчин и 229 женщин).

## Географическое положение
Располагается севернее районного центра, села Кочёво, на перекрёстке двух больших трактов: Кудымкар-Гайны и Кайгород-Усолье. Расстояние до районного центра составляет 35 км.

## История
Согласно местным легендам, основано мифическим героем Юксей, сыном богатыря Перы или, по более поздней версии, библейского Адама. Его братьями были Пукся, Чадз и Бач — основатели сёл Пуксиб, Чазёво и Бачманово соответственно.
Первое упоминание о селе Юксеево имеется у Яхонтова 1579 году. Жители села обруселые пермяки, свободно говорящие на русском и пермяцком языках. В начале XX века село Юксеево являлось центром Юксеевской волости; имело начальное одноклассное училище, которое существовало ещё до введения земства и помещалось в земском доме. По сведениям 1909 году в селе Юксеево было 68 дворов, проживало 532 человека (262 мужчины и 270 женщин).
На открытом месте в западной части села расположена церковь Спасо-Преображения — один из немногих в области храмов, представляющий местный вариант барокко конца XVIII века. Церковь заложена по грамоте Преосвященного Лаврентия, епископа Вятского, 20 мая 1787 года, освящена 16 февраля 1798 года. Строительство велось на средство прихожан и пожертвования разных лиц. Одноэтажная кирпичная «кораблем» церковь состоит из вытянутых в линию двусветного четверика храма со световым 3-ярусным восьмериком и пятигранной апсидой, притвора и трапезной в три окна. В начале 20 века между колокольней и главным корпусом, а также по арке между летним и зимним храмами появились щели, вследствие наклонения колокольни на запад. Подобные дефекты не были исправлены и в 1929 году, что привело впоследствии к практически полному разрушению колокольни и трапезной. Фактически церковь была закрыта 29 декабря 1929 года, а 6 января 1930 года в здании были торжественного открыты народный дом и изба-читальня. Закрытие церкви утверждено решением Президиума Коми-Пермяцкого окрисполкома от 7-8 февраля 1930 года. С ноября 1965 года здесь разместились склады райпо. В настоящее время не используется.
По данным на 1 июля 1963 года, в селе проживало 565 человек. Населённый пункт входил в состав Юксеевского сельсовета.

## Население
| 1963 | 2010 |
| ---- | ---- |
| 565  | ↘459 |

## Инфраструктура
В Юксеево находятся средняя общеобразовательная школа с библиотекой, фельдшерско-акушерский пункт, детский сад, сельский дом культуры, библиотека, отделение связи, Северные электрические сети (электроподстанция), узел связи, магазины.

## Памятники
В 1991 году возле школы построен обелиск погибшим землякам в боях Великой Отечественной войны. Возле церкви перезахоронены останки красных бойцов и поставлен памятник, погибшим в гражданскую войну.